# Јемен
Јемен (арап. اليَمَن‎‎), или званично Република Јемен (арап. الجمهورية اليمنية, ‎‎al-Jumhūrīyah al-Yamanīyah) је држава на југу Арапског полуострва у југозападној Азији. Јемен је друга по величини држава на полуострву, заузимајући површину од 527.829 km². Дужина морске обале је око 2.000 km. Излази на Црвено море на западу, као и Аденски залив и Арапско море на југу. Граничи се са Саудијском Арабијом на сјеверу и Оманом на истоку. Иако је по уставу главни град Сана, зато што се налази под побуњеничком контролом, главни град је привремено измјештен у Аден. Јемену припада око 200 острва, од којих је највеће Сокотра.
На подручју Јемена се налазило Сабејско краљевство, трговачка држава која је постојала више хиљада године, а укључивала је осим територије данашњег Јемена, Еритреју и Етиопију. Област је 275. године н. е. пала под утицај јеврејског Химјарског краљевства. Хришћанство је стигло у 4. вијеку, док је јудаизам и локални паганизам већ био на том простору. Ислам се проширио брзо у 7. вијеку, а јеменске снаге су биле веома битне у раним исламским освајањима. Неколико династија се јавила између 9. и 16. вијека, а Расулиди су била најјачи и најнапреднији. Земља је подијељена између Османског и Британског царста на почетку 20. вијека. У Сјеверном Јемену је након Првог свјетског рата успостављено зеидско Мутавеклијско краљевство Јемен, које је након државног удара 1962. постало Јеменска Арапска Република. Јужни Јемен је остао британски протекторат све до 1967. Двије јеменске државе су се ујединиле у савремену Републику Јемен 1990. године.
Од 2011. године, Јемен се налази у политичкој кризи почевши од уличних протеста против сиромаштва, незапослености, корупције и плана председника Салеха да измени устав Јемена и укине ограничење председничког мандата, чиме је учинио себе доживотним председником. Председник Салех је одступио и председничка моћ је пренета на потпредседника Абд Раба Мансура ел Хадија, који је формално изабран за председника 21. фебруара 2012. на изборима са једним кандидатом. Потпуно одсуство централне власти током овог процеса транзиције погоршало је неколико сукоба који су у току у земљи, попут оружаног сукоба између Хути устаника милиције Ансара Алаха и снага ел Ислаха, као и побуне ал-Каиде. У септембру 2014. године Хути су заузели Сану уз помоћ свргнутог председника Салеха, и затим су декларисали себе као националну владу након државног удара. Салеха је усмртио снајпериста у Сани у децембру 2017. То је резултирало новим грађанским ратом и војном интервенцијом под водством Саудијаца, чији је циљ враћање Хадијеве владе. Најмање 56.000 цивила и бораца је убијено у оружаном насиљу у Јемену од јануара 2016.
Сукоб је резултирао глађу која је погодила 17 милиона људи. Недостатак безбедне воде за пиће, узрокован исцрпљеним аквиферима и уништењем водоводне инфраструктуре у земљи, такође је изазвао највећу и најбрже ширећу епидемију колере у модерној историји, а број могућих случајева премашио је 994.751. Преко 2.226 људи је умрло откад се епидемија почела брзо ширити крајем априла 2017.

## Етимологија
По једном извору назив Јемен долази од ријечи , што значи „на десној страни“, јер је југ на десној страни пред излазак Сунца. По другом извору назив долази од ријечи , што значи „срећа“, јер је земља плодна. Римски назив је био Срећна Арабија (лат. Arabia Felix), као супротност Пустињској Арабији (лат. Arabia Deserta). Јемен се спомиње у старојужноарапским списима као Yamnat. У арапској књижевности, израз al-Yaman је представљао много већу област од територије данашње Републике Јемен; област се простирала на сјеверу од Асира до Дофара.

## Географија

### Положај
Државе са којима се Јемен граничи су Саудијска Арабија и Оман. Површина државе износи 555.000 km².
Јемен се налази на крајњем југозападу Арабијског полуострва. Плоднија је од осталих земаља Средњег истока, с добрим обрадивим тлом у западним висоравнима где редовно пада киша. Обала и брда на истоку су врућа, сува и оголела. У Јемену се истичу два планинска ланца: Тибамат аш шам у смеру север-југ и Хадрамаут у смеру исток-запад. Држава је сиромашна рекама и слатком водом. У Аденском заливу се налази и једино веће острво Сокотра.

## Историја
Данашња држава Јемен настала је 1990. уједињењем Арапске Републике Јемен и Демократске Народне Републике Јемен. На подручју југозападног дела Арабијског полуострва у старом веку било је неколико градова-држава високе културе и цивилизације. У раном средњем веку Јеменом су владали Етиопљани и Персијанци, а од 630. Арапи. Под турском влашћу од 1517. до почетка 18. века када на власт долази јеменски имам. Средином 19. века Аден су заузели Британци и проширили се у унутрашњост земље. Самостална краљевина проглашена је 1917, али јужни део земље остао је под британском влашћу. Године 1959. основана је Федерација Јужноарапских Емирата, а након одласка Британаца 1967. проглашена је самостална република Јужни Јемен. Године 1972. избио је рат између двеју јеменских држава. Каснији сукоби довели су до новог рата 1979, а потом су уследили преговори који су претходили њихову уједињењу. Године 1994. избио је грађански рат између северњачких и јужњачких снага у којем је Север побиједио и учврстио власт у целој држави.

## Становништво
Већина Јеменаца су Арапи муслимани, припадници различитих племена. Свако има својег шеика и властите обичаје, ношњу и фолклор. Унутар племена живи се у великим, чврсто повезаним проширеним породицама. Исти дом обично дели генерација исте породице. Племенска традиција посебно је јака у Северном Јемену.
Ислам је најзаступљенија религија. Арапски односно његов локални дијалект је језик већине становништва.

## Административна подела
Јемен је подељен на 20 покрајина (Мухафаза), и посебну покрајну града Сана, која има посебан статус као територија главног града и зове се Amanat Al-Asemah.
Већи градови у Јемену: Сана, Аден, Ал Хуаида, Таиз, Ал-Мукала, Иб, Дхамар

## Привреда
Као и у другим земљама Арабијског полуострва, и у Јемену већину извоза чини нафта, али су налазишта у поређењу са суседима и земљама Персијског залива скромна, па Јемен по БДП-у спада у део сиромашних.
Поред нафте корисне руде су и злато и бакар. Што се тиче пољопривреде, гаје се кафа, памук, пшеница и урме. Такође, је развијен и риболов. Од индустријских грана развијене су енергетика и лака индустрија, а традиционално, значајно место у привреди има и занатство.